# Adeloneivaia jason
Adeloneivaia jason är en fjärilsart som beskrevs av Jean Baptiste Boisduval 1871/72. Adeloneivaia jason ingår i släktet Adeloneivaia och familjen påfågelsspinnare. Inga underarter finns listade i Catalogue of Life.

## Bildgalleri

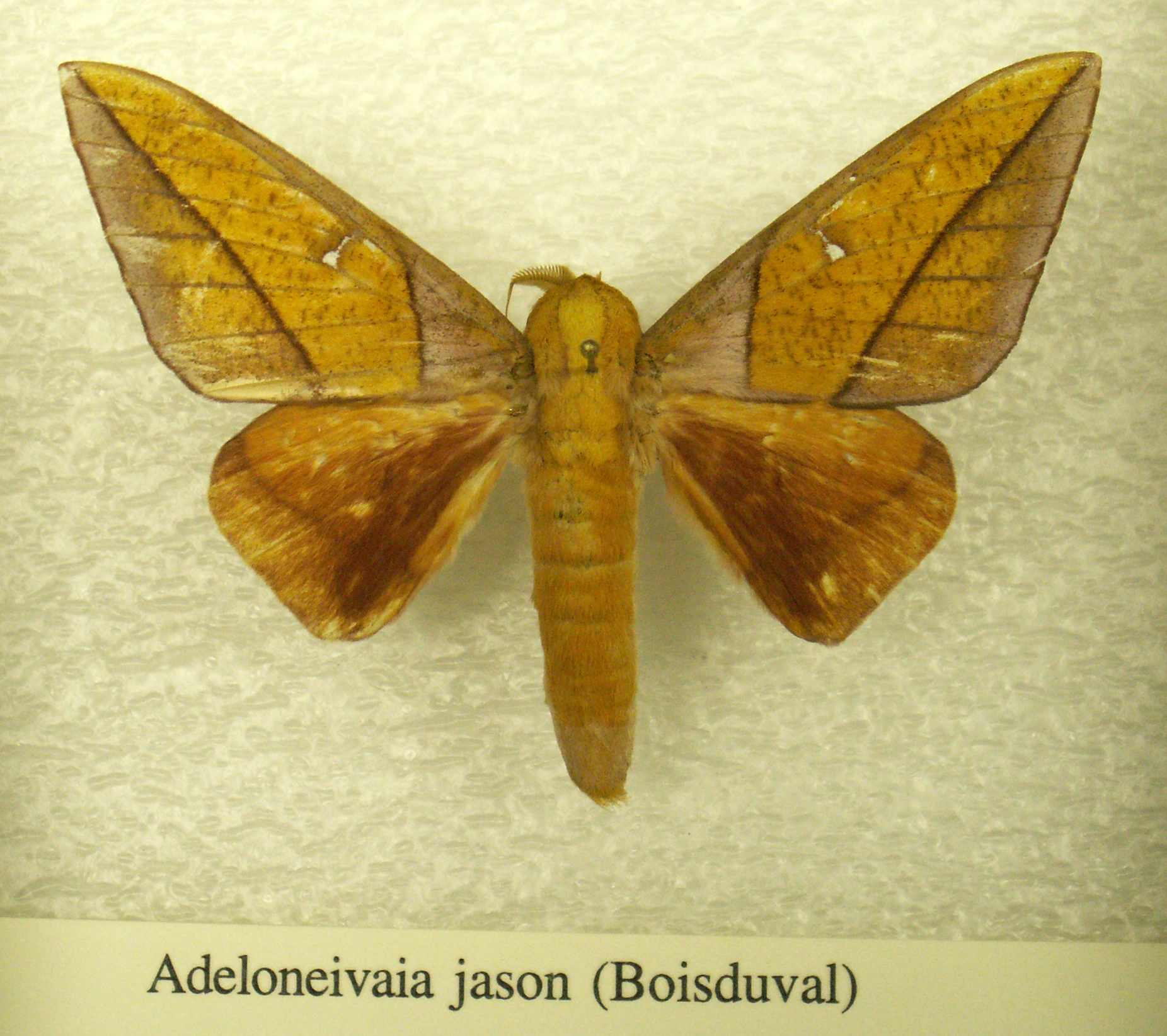